# The Strange Boys
The Strange Boys est un groupe de rock américain basé à Austin, au Texas. Formé en 2001, il est composé de Ryan Sambol (guitare, chant, harmonica), Philip Sambol (basse), Greg Enlow (guitare), Mike La Franchi (batterie), Jenna Thornihill E. DeWitt (saxophone, chœurs) ainsi que de Tim Presley (chœurs). La musique du groupe peut se décrire comme un mélange entre garage rock, punk, R&B et musique country.

## Biographie
The Strange Boys se sont formés en 2001, à Dallas, par Ryan Sambol et Matt Hammer. Au début un duo punk, le groupe devient un trio en 2003 lorsque le frère de Ryan, Philip, s’installe à Dallas pour aller à l’université.
En 2007, le groupe sort son premier EP Nothing sur le label Dusty Medical Records. En 2009, And Girls Club, le premier album du groupe, sort sur le label américain In The Red Records.
À la fin de 2009, The Strange Boys subit quelques changements de line-up. Le batteur et membre fondateur du groupe Matt Hammer est remplacé par Seth Densham, ex-membre du groupe Mika Mako, dissout en octobre 2009. Jenna Thornihill E. DeWitt, également ancienne membre de Mika Mako, les rejoint afin d’assurer le saxophone et les chœurs. Tim Presley du groupe Darker My Love est engagé afin de contribuer aux chœurs. Seth Densham finira par quitter le groupe, remplacé par Mikey La Franchi.
À cette même période, The Strange Boys signe un contrat avec le label anglais Rough Trade pour distribuer le groupe hors des États-Unis. Le groupe annonce aussi la sortie de son deuxième album Be Brave, publié le 22 février 2010. La chanson « Be Brave » a été utilisée en 2012 dans une publicité pour la marque d’informatique Dell.
Le groupe sort son troisième album, Live Music, exclusivement sur Rough Rade en Octobre 2011.
Selon le chanteur Ryan Sambol, les Strange Boys ont joué leur dernier concert en Juillet 2012 au Canada.
The Strange Boys ont fait des tournées aux côtés de groupes comme Darker My Love, Night Beats, Mika Miko, Fucked Up, Crystal Antlers, Chain and the Gang, Spoon, Deerhunter, et Julian Casablancas.

## Discographie

### EP's
- Nothing (2007)

### Albums
- And Girls Club (2009)
- Be Brave (2010)
- Live Music (2011)